# Аль-Аля
Аль-А’ля (араб. الأعلى — Высочайший) — восемьдесят седьмая сура Корана. Сура мекканская. Ниспослана между сурами Ат-Таквир  и Аль-Ляйль. Состоит из 19 аятов.

## Содержание
Начинается с хвалы Аллаху, который создал свои творения наилучшим образом и в полном совершенстве и предопределил каждому творению наиболее подходящее ему. Посланнику повелено напоминать и наставлять Кораном, чтобы тот, кто страшится Аллаха, воспринял назидания, а несчастнейший неверный, который будет гореть в великом огне в будущей жизни, отвернётся от него. В аятах подчеркивается, что преуспеет тот, кто очистился от грехов, поминал Аллаха и совершал предписанную молитву. В конце суры указывается, что всё, что говорится в ней, начертано в прежних свитках, — в свитках Ибрахима и Мусы.

 Славь имя Господа твоего Всевышнего, ۝ Который сотворил всё сущее и всему придал соразмерность, ۝ Который предопределил судьбу творений и указал путь, ۝ Который взрастил пастбища, ۝ а потом превратил их в тёмный сор. ۝ Мы позволим тебе прочесть Коран, и ты не забудешь ничего, ۝ кроме того, что пожелает Аллах. Он знает явное и то, что сокрыто. ۝ Мы облегчим тебе путь к легчайшему. 
—  87:1—8 (Кулиев)